# FC Sheriff Tiraspol
El Fotball Club Sheriff Tiraspol (en ruso: ФК Шериф Тирасполь) es un club de fútbol con sede en Tiraspol, Transnistria, que juega en la Superliga de Moldavia, la máxima categoría del fútbol moldavo. El club fue fundado por la empresa de seguridad Sheriff el 4 de abril de 1997, la cual sigue siendo un patrocinador clave de la institución en la actualidad.
Aunque Transnistria declaró su independencia en 1990 y es un territorio autoproclamado no reconocido, internacionalmente es reconocida como parte de Moldavia y sus equipos participan en las competiciones de la Federación Moldava y, por lo tanto, en las competiciones UEFA.
El primer título oficial del club fue la Copa de Moldavia en la temporada 1998-99. El club logró el ascenso a la máxima categoría en 1998, después de la primera temporada de su historia, y dominó la Superliga de Moldavia con diez títulos consecutivos de 2001 a 2010; ganando más tarde su undécimo campeonato en 2012. El equipo también tiene siete títulos de Copa y ha conseguido seis dobletes nacionales. En la temporada 2021-22, el club jugó por primera vez en su historia la fase de grupos de la Liga de Campeones de la UEFA. Además, participó por primera vez en una fase final de la Liga de Europa de la UEFA. Históricamente le ganó al Real Madrid por 2-1 en el estadio Santiago Bernabéu el 28 de septiembre de 2021, pero después fue eliminado en la ronda preliminar.

## Historia
El Sheriff Tiraspol es propiedad de Sheriff, una de las mayores empresas de Transnistria.
El presidente del club actual es el Tiras Tiraspol, creado en 1996. En su primera temporada de vida ascendió de la Divizia B (tercera categoría) a la Divizia A, la segunda división moldava. Al término de esa temporada, el 4 de abril de 1997 el club se reconvierte en sociedad profesional adoptando el nombre de la empresa propietaria, por lo que esa fecha se considera oficialmente como la de la fundación del FC Sheriff.
La temporada 1997/98 logra un segundo ascenso consecutivo, dando el salto a la Divizia Naţională, máxima categoría de la liga moldava. En su primera temporada en la elite logró su primer título oficial, la Copa de Moldavia que le enfrentó el 27 de mayo de 1999 al Constructorul, final que acabó decidiéndose tras el gol de oro conseguido por el Sheriff en el minuto 109 de partido tras el empate a uno del tiempo reglamentario. A partir de entonces, los técnicos y la dirección deportiva del Sheriff consideraron que el club podría convertirse en el principal oponente del Zimbru Chișinău, el equipo más importante y con más campeonatos del país.

La temporada 2000—01 fue histórica para el club. A falta de cuatro jornadas para el final del Campeonato, el Zimbru y Sheriff se enfrentaron en el Stadionul Zimbru y terminó en el resultado de 1-3 favorable al equipo de Tiráspol. El Sheriff se convirtió en el líder del Campeonato moldavo, consiguiendo la victoria en los últimos cuatro partidos. El 12 de junio de 2001, en el estadio de la ciudad de Tiraspol el presidente de la Federación de Fútbol de Moldavia, Pavel Chebanu, entregó al club la copa de campeones. Además, el club alcanzó nuevamente la final de la Copa de Moldavia, ante el Nistru Otaci, en el Stadionul Republican el 23 de mayo de 2001. El Sheriff derrotó al Nistru en la tanda de penaltis después tras llegar al final de la prórroga con el resultado inicial de empate a cero. De esta forma, el Sheriff logró el primer doblete de su historia.
De igual manera, también han levantado dos Copa de la CIS. La primera fue conquistada en el año 2003 tras derrotar por 2-1 al histórico Skonto Riga y la segunda en 2009 tras vencer al club kazajo FC Aktobe en la tanda de penaltis tras terminar el encuentro 0-0.
En la temporada 2007/08 se convierte en el primer club moldavo en disputar la Liga de Campeones de la UEFA y en la temporada 2009/10 hacen historia al superar dos eliminatorias de dicha competición. Derrotan a Inter Turku de Finlandia en la segunda ronda previa y a Slavia Praga en la tercera ronda previa por 0-0 y 1-1, clasificándose Sheriff Tiraspol por goles en campo contrario. En la novedosa ronda de play-off, y última antes de la fase de grupos, se vio las caras con Olympiacos FC. perdiendo ambos partidos. Sin embargo, se clasificó a la fase de grupos de la UEFA Europa League.
En la temporada 2021-22, logra clasificar a la fase de grupos de la Liga de Campeones por primera vez en su historia (siendo el primer club de Moldavia en clasificase), tras derrotar al Alashkert Football Club armenio, al excampeón Estrella Roja de Belgrado, y al Dinamo Zagreb en las fases previas.
Tras el sorteo quedó encuadrado en el grupo "D" junto al Shajtar Donetsk ucraniano, el Inter de Milán de Italia —vencedor de tres ediciones del torneo y vigente campeón italiano—, y el Real Madrid Club de Fútbol —máximo vencedor histórico del torneo con trece títulos y semifinalista el año anterior—. Logró su primera victoria en fase de grupos de una Liga de Campeones en la primera jornada frente al Shakhtar Donetsk ucraniano por 2-0, y en la segunda jornada, logró un histórico triunfo ante el Real Madrid en el estadio Santiago Bernabéu por 1-2 con goles de Djasur Yakhshibaev a los 25' del primer tiempo y Sebastien Thill a los minutos finales. Tras ese resultado, muchos fanáticos del fútbol aseguraban el pase directo del Sheriff a octavos de final; sin embargo, todo empezó a decaer cuanto el equipo moldavo acumula su primera derrota en condición de visitante ante el Inter de Milán de Italia por 3-1. Aunque el Sheriff logró empatar el encuentro con un golazo de tiro libre marcado por Sebastien Thill a los 7' del segundo tiempo, Arturo Vidal y Stefan de Vrij marcarían la victoria de los negriazules. Para la cuarta ronda, el Sheriff disputaría nuevamente el encuentro con el Inter de Italia, pero en condición de local; el partido terminaría a favor del equipo italiano por 1-3. Luego, se enfrenta ante el Real Madrid en el Estadio Sheriff, y el partido termina con una goleada de 0-3 a favor de los merengues. Con este resultado y de los otros equipos, el Sheriff quedaría eliminado de la Liga de Campeones, pero repescado a la Liga Europa para continuar con la campaña continental. Tras el sorteo, el Sheriff se enfrentaría al Sporting de Braga de Portugal —segundo del Grupo G en la fase de grupos— para la ronda preliminar. En la ida, el equipo moldavo  derrota a los arzobispos por 2-0 en condición de local gracias a un tiro de penal anotado por Thill, y uno de Adáma Traoré a los últimos minutos. En la vuelta pierden 2-0, llevándolos al tiempo extra, y posteriormente a la tanda de penaltis en donde los arzobispos logran vencer al Sheriff por 3-2, dando por finalizado la campaña continental del equipo moldavo.

## Estadio

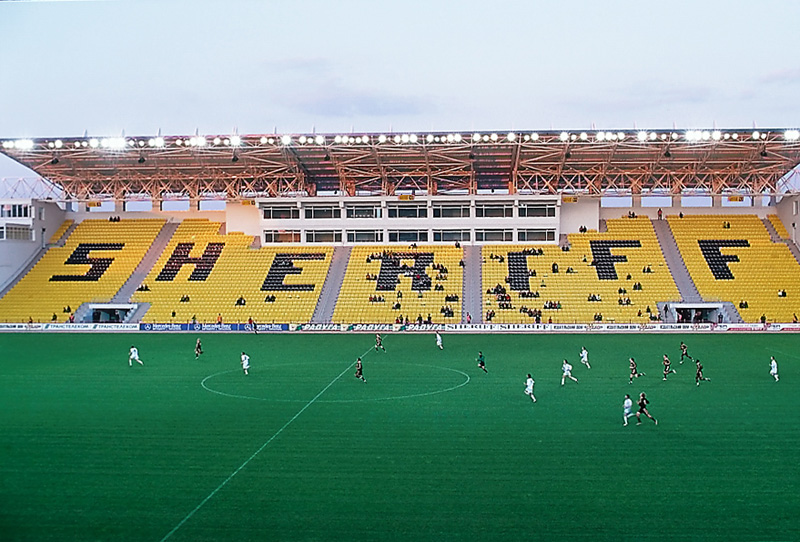
Stadionul Sheriff.

En agosto de 2000 en la zona occidental de la ciudad de Tiráspol se inició la construcción de un complejo deportivo. Dos años más tarde, en junio de 2002, se inauguró el Stadionul Sheriff en el Complexului Sportiv Sheriff (en español: el Complejo Deportivo Sheriff) que ha sido visitado por inspectores de la UEFA y el presidente de la FIFA Joseph Blatter.
El Complejo cubre un territorio de más de 40 hectáreas. El Stadionul Sheriff tiene una capacidad para 13.300 espectadores y dispone de modernos equipos tecnológicos para la transmisión de los partidos a los más altos estándares. Tiene una pantalla de vídeo con una superficie de 40m². El resto del Complexului Sportiv Sheriff incluye un pequeño estadio con capacidad de 8.000 espectadores, 8 campos de tierra para la formación de los más jóvenes, un recinto cubierto de fútbol y un complejo residencial.

## Rivalidades

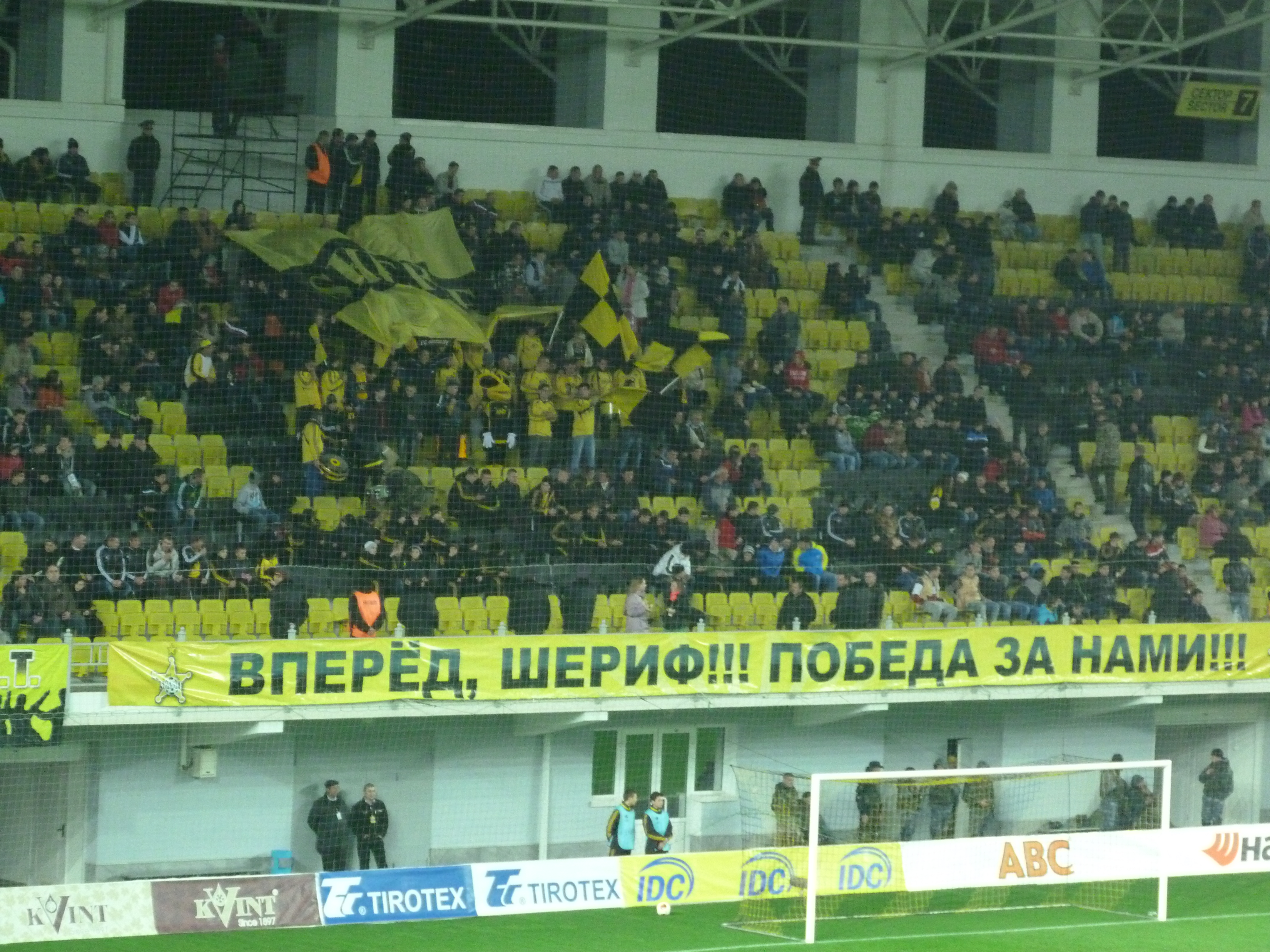
Aficionados del Sheriff.

El equipo tiene una gran base de seguidores a través de Transnistria y tiene relaciones amistosas con todos los equipos de esta región. Históricamente el Sheriff mantiene una rivalidad natural con el FC Tiraspol, ya que son los dos clubes más grandes de la misma ciudad, y con el Zimbru Chișinău, el segundo club más laureado del fútbol moldavo y con sede en la capital nacional. En los partidos ante el Zimbru y, en general, ante los clubes moldavos no transnistrios, muchos aficionados del Sheriff muestran pancartas pidiendo la independencia de Transnistria sobre Moldavia.

## Uniforme
Los colores tradicionales del equipo son el amarillo y el negro, que corresponden a la primera y segunda equipación, respectivamente. Sin embargo, es habitual que ambas tengan los dos colores incluidos aunque predomina el color primario en cada caso. A continuación se muestra la evolución histórica del uniforme del Sheriff desde la fundación del club:
| 1997—2005 local | 1997—2005 visitante | 2006—2008 local | 2006—2008 visitante | 2009 local     |
| 2009 visitante  | 2010 local          | 2010 visitante  | 2011 local          | 2011 visitante |
| 2012 local      | 2012 visitante      | 2013 local      | 2013 visitante      | 2017 Local     |
| 2017 Visita     |                     |                 |                     |                |

## Jugadores

### Jugadores destacados
- Nicolae Josan
- Igor Picușceac
- Stanislav Namașco
- Ruslan Barburoş
- Serghei Dadu
- Simeon Bulgaru
- Alexandru Epureanu
- Stanislav Ivanov
- Serghei Rogaciov
- Alexandr Suvorov
- Ion Testemitanu
- Anatolii Cheptine
- Alexander Frank
- Nicolás Eduardo Demaldé
- Aliaksei Kuchuk
- Sergey Ravina
- Razak Omotoyossi
- Leonel Morales
- Saša Kajkut
- Dú Pereira
- Fred
- Igor
- Leandro
- Thiago
- Wallace
- Jymmy Dougllas França
- Vladislav Stoyanov
- Ben Idriss Derme
- Ibrahim Gnanou
- Soumaila Tassembedo
- Florent Rouamba
- Danilo Arboleda
- Frank Castañeda
- Mikheil Khutsishvili
- Vazha Tarkhnishvili
- Davit Mujiri
- Samuel Yeboah
- Koby Moyal
- Deimantas Bička
- Igoris Stukalinas
- Joshua Izuchukwu
- Chidi Odiah
- Isaac Okoronkwo
- Alberto Blanco
- Roberto Brown
- Ubaldo Guardia
- Gustavo Dulanto
- Marian Aliuţă
- Răzvan Cociş
- Gheorghe Florescu
- Florian Dan Lăcustă
- Cristian Tudor
- Alexandr Erokhin
- Vladimir Volkov
- Peter Kiška
- Abdoul-Gafar Mamah
- Andrew Nesteruk
- Yuriy Bukel
- Serhiy Perkhun
- Serhiy Shmatovalenko

## Entrenadores
- Sergei Borovski (enero de 1998–enero de 1999)
- Mihai Stoichiță (enero de 2002–junio de 2002)
- Gavril Balint (julio de 2002–junio de 2003)
- Ihor Nakonechny (julio de 2003–junio de 2004)
- Leonid Kuchuk (enero de 2004–diciembre de 2009)
- Andrei Sosnitskiy (enero de 2010–abril de 2011)
- Vitali Rashkevich (abril de 2011–mayo de 2012)
- Milan Milanović (julio de 2012–agosto de 2012)
- Vitali Rashkevich (interino) (agosto de 2012)
- Mihai Stoichiță (agosto de 2012–abril de 2013)
- Vitali Rashkevich (interino) (abril de 2013–junio de 2013)
- Veaceslav Rusnac (julio de 2013–agosto de 2014)
- Zoran Zekić (agosto de 2014–mayo de 2015)
- Lilian Popescu (junio de 2015-octubre de 2015)
- Zoran Vulić (7 de octubre de 2015 –julio de 2016)
- Bruno Irles (julio de 2016-Sept 2016)
- Roberto Bordin (octubre 2016-abril 2018)
- Goran Sablić (junio 2019-abril 2019)
- Zoran Zekić (abril 2019-junio 2021)
- Yuriy Vernydub (julio 2021-febrero de 2022)
- Victor Mihailov (febrero de 2022-junio de 2022)
- Stjepan Tomas (junio de 2022-octubre de 2022)
- Victor Mihailov (octubre de 2022-enero de 2023)
- Roberto Bordin (enero de 2023-octubre de 2023)
- Victor Mihailov (octubre de 2023)
- Roman Pylypchuk (octubre de 2023-marzo de 2024)
- Victor Mihailov (marzo de 2024-mayo de 2024)
- Yuriy Hura (mayo de 2024-agosto de 2024)
- Mislav Karoglan (agosto de 2024-)

## Palmarés

### Torneos nacionales
| Competición nacional               | Títulos | Subcampeonatos                       |
| ---------------------------------- | --- | ------------------------------------ |
| División Nacional de Moldavia (21) | 2000-01, 2001-02, 2002-03, 2003-04, 2004-05, 2005-06, 2006-07, 2007-08, 2008-09, 2009-10, 2011-12, 2012-13 2013-14, 2015-16, 2016-17, 2017, 2018, 2019, 2020-21, 2021-22, 2022-23. (Récord) | 1999-00, 2010-11. (2)                |
| Copa de Moldavia (13)              | 1998-99, 2000-01, 2001-02, 2005-06, 2007-08, 2008-09, 2009-10, 2014-15, 2016-17, 2018-19, 2021-22, 2022-23, 2024-25. (Récord)                                                               | 2003-04, 2013-14, 2020-21. (3)       |
| Supercopa de Moldavia (7)          | 2003, 2004, 2005, 2007, 2013, 2015, 2016. (Récord) | 2012, 2014, 2019, 2021. (Récord) (4) |
| Copa de la CEI (2)                 | 2003, 2009. |                                      |

## Participación en competiciones de la UEFA

### Por competición
Nota: En negrita competiciones activas.
| Competición                         | Temp. | PJ  | PG | PE | PP | GF  | GC  | Dif. | Puntos | Títulos   |
| ----------------------------------- | ----- | --- | -- | -- | -- | --- | --- | ---- | ------ | --------- |
| Liga de Campeones de la UEFA        | 19    | 84  | 31 | 17 | 36 | 90  | 89  | +1   | 110    | –         |
| Liga Europa de la UEFA              | 14    | 51  | 10 | 22 | 19 | 34  | 51  | -17  | 52     | –         |
| Total                               | 33    | 135 | 41 | 39 | 55 | 124 | 140 | -16  | 162    | 0 títulos |
| Actualizado a la temporada 2021-22. |       |     |    |    |    |     |     |      |        |           |

### Liga de Campeones de la UEFA
| Liga de Campeones | Liga de Campeones | Liga de Campeones  | Liga de Campeones | Liga de Campeones | Liga de Campeones | Liga de Campeones |
| Temporada         | Ronda             | Rival              | Casa              | Visita            | Global            |                   |
| ----------------- | ----------------- | ------------------ | ----------------- | ----------------- | ----------------- | ----------------- |
| 2001–02           | 1                 | Araks Ararat       | 1–0               | 2–0               | 3–0               |                   |
| 2001–02           | 2                 | Anderlecht         | 1–2               | 0–4               | 1–6               |                   |
| 2002–03           | 1                 | Astaná             | 2–1               | 2–3               | 4–4               |                   |
| 2002–03           | 2                 | Grazer             | 0–2               | 1–4               | 1–6               |                   |
| 2003–04           | 1                 | Flora Tallin       | 1–0               | 1–1               | 2–1               |                   |
| 2003–04           | 2                 | Shakhtar Donetsk   | 0–0               | 0–2               | 0–2               |                   |
| 2004–05           | 1                 | Jeunesse Esch      | 2–0               | 0–1               | 2–1               |                   |
| 2004–05           | 2                 | Rosenborg          | 0–2               | 1–2               | 1–4               |                   |
| 2005–06           | 1                 | Sliema Wanderers   | 2–0               | 4–1               | 6–1               |                   |
| 2005–06           | 2                 | Partizan Belgrado  | 0–1               | 0–1               | 0–2               |                   |
| 2006–07           | 1                 | Pyunik Yerevan     | 2–0               | 0–0               | 2–0               |                   |
| 2006–07           | 2                 | Spartak Moscú      | 1–1               | 0–0               | 1–1               |                   |
| 2007–08           | 1                 | Ranger's           | 2–0               | 3–0               | 5–0               |                   |
| 2007–08           | 2                 | Beşiktaş           | 0–1               | 0–3               | 0–4               |                   |
| 2008–09           | 1                 | Aktobe             | 4–0               | 0–1               | 4–1               |                   |
| 2008–09           | 2                 | Sparta Praga       | 0–1               | 0–2               | 0–3               |                   |
| 2009–10           | 2                 | Inter Turku        | 1–0               | 1–0               | 2–0               |                   |
| 2009–10           | 3                 | Slavia Praga       | 0–0               | 1–1               | 1–1               |                   |
| 2009–10           | Play-Off          | Olympiacos         | 0–2               | 0–1               | 0–3               |                   |
| 2010–11           | 2                 | Dinamo Tirana      | 3–1               | 0–1               | 3–2               |                   |
| 2010–11           | 3                 | Dinamo Zagreb      | 1–1               | 1–1 (pró.)        | 2–2 (6-5 p.)      |                   |
| 2010–11           | Play-Off          | Basel              | 0–1               | 0–3               | 0–4               |                   |
| 2012–13           | 2                 | Ulisses            | 1–0               | 1–0               | 2–0               |                   |
| 2012–13           | 3                 | Dinamo Zagreb      | 0–1               | 0–4               | 0–5               |                   |
| 2014–15           | Clasificatoria 2  | Sutjeska Nikšić    | 2–0               | 3–0               | 5–0               |                   |
| 2014–15           | Clasificatoria 3  | Slovan Bratislava  | 0–0               | 1–2               | 1–2               |                   |
| 2016–17           | Clasificatoria 2  | Hapoel Be'er Sheva | 0–0               | 2–3               | 2–3               |                   |
| 2017–18           | Clasificatoria 2  | Kukësi             | 1–0               | 1–2               | 2–2               |                   |
| 2017–18           | Clasificatoria 3  | Qarabağ            | 1–2               | 0–0               | 1–2               |                   |
| 2018–19           | Clasificatoria 1  | Torpedo Kutaisi    | 3–0               | 1–2               | 4–2               |                   |
| 2018–19           | Clasificatoria 2  | Shkëndija          | 0–0               | 0–1               | 0–1               |                   |
| 2019-20           | Clasificatoria 1  | Saburtalo Tbilisi  | 0–3               | 3–1               | 3–4               |                   |
| 2020-21           | Clasificatoria 1  | Fola Esch          | 2–0               | –                 | 2–0               |                   |
| 2020-21           | Clasificatoria 2  | Qarabağ            | –                 | 1–2               | 1–2               |                   |
| 2021-22           | Clasificatoria 1  | Teuta              | 1–0               | 4–0               | 5–0               |                   |
| 2021-22           | Clasificatoria 2  | Alashkert          | 3–1               | 1–0               | 4–1               |                   |
| 2021-22           | Clasificatoria 3  | Estrella Roja      | 1–0               | 1–1               | 2–1               |                   |
| 2021-22           | Play-Off          | Dinamo Zagreb      | 3–0               | 0–0               | 3–0               |                   |
| 2021-22           | Grupo D           | Shakhtar Donetsk   | 2–0               | 1–1               | 3° lugar          |                   |
| 2021-22           | Grupo D           | Real Madrid        | 0–3               | 2–1               | 3° lugar          |                   |
| 2021-22           | Grupo D           | Inter de Milán     | 1–3               | 1–3               | 3° lugar          |                   |
| 2022-23           | Clasificatoria 1  | Zrinjski Mostar    | 0–0               | 1–0               | 1–0               |                   |
| 2022-23           | Clasificatoria 2  | Maribor            | 0–0               | 1–0               | 1–0               |                   |
| 2022-23           | Clasificatoria 3  | Viktoria Pilsen    | 1–2               | 1–2               | 2–4               |                   |
| 2023-24           | Clasificatoria 1  | Farul Constanța    | 0–1               | 3–0               | 3–1               |                   |
| 2023-24           | Clasificatoria 2  | Maccabi Haifa      | 1–0               | 1–4 (pró.)        | 2–4               |                   |

### Copa de la UEFA / Liga Europa
| Copa y Liga UEFA | Copa y Liga UEFA   | Copa y Liga UEFA         | Copa y Liga UEFA | Copa y Liga UEFA | Copa y Liga UEFA | Copa y Liga UEFA |
| Temporada        | Ronda              | Rival                    | Casa             | Visita           | Global           |                  |
| ---------------- | ------------------ | ------------------------ | ---------------- | ---------------- | ---------------- | ---------------- |
| 1999–00          | 1                  | Sigma Olomouc            | 1–1              | 0–0              | 1–1 (v.)         |                  |
| 2000–01          | 1                  | Olimpija Ljubljana       | 0–0              | 0–3              | 0–3              |                  |
| 2009–10          | Grupo H            | Steaua Bucureşti         | 1–1              | 0–0              | 3º Lugar         |                  |
| 2009–10          | Grupo H            | Fenerbahçe               | 0–1              | 0–1              | 3º Lugar         |                  |
| 2009–10          | Grupo H            | Twente                   | 2–0              | 1–2              | 3º Lugar         |                  |
| 2010–11          | Grupo E            | AZ Alkmaar               | 1–1              | 1–2              | 4º Lugar         |                  |
| 2010–11          | Grupo E            | Dinamo de Kiev           | 2–0              | 0–0              | 4º Lugar         |                  |
| 2010–11          | Grupo E            | BATE Borisov             | 0–1              | 1–3              | 4º Lugar         |                  |
| 2011–12          | Clasificatoria 2   | Željezničar              | 0–0              | 0–1              | 0–1              |                  |
| 2012–13          | Play-Off           | Olympique de Marsella    | 1–2              | 0–0              | 1–2              |                  |
| 2013–14          | Play-Off           | Vojvodina                | 2–1              | 1–1              | 3–2              |                  |
| 2013–14          | Grupo K            | Tottenham Hotspur        | 0–2              | 1–2              | 3º lugar         |                  |
| 2013–14          | Grupo K            | Anzhí Majachkalá         | 0–0              | 1–1              | 3º lugar         |                  |
| 2013–14          | Grupo K            | Tromsø                   | 2–0              | 1–1              | 3º lugar         |                  |
| 2014–15          | Play-Off           | Rijeka                   | 0–3              | 0–1              | 0–4              |                  |
| 2015-16          | Clasificatoria 1   | Odds BK                  | 0-0              | 0-3              | 0-3              |                  |
| 2017–18          | Play-Off           | Legia Warszawa           | 0-0              | 1-1              | (v.) 1-1         |                  |
| 2017–18          | Grupo F            | Copenhague               | 0–0              | 0–2              | 3º lugar         |                  |
| 2017–18          | Grupo F            | Fastav Zlín              | 1–0              | 0–0              | 3º lugar         |                  |
| 2017–18          | Grupo F            | Lokomotiv Moscú          | 1–1              | 2–1              | 3º lugar         |                  |
| 2018–19          | Clasificatoria 3   | Valur                    | 1–0              | 1–2              | 2–2 (v.)         |                  |
| 2018–19          | Play-Off           | Qarabağ                  | 1–0              | 0–3              | 1–3              |                  |
| 2019–20          | Clasificatoria 2   | Partizani                | 1–1              | 1–0              | 2–1              |                  |
| 2019–20          | Clasficatoria 3    | AIK Estocolmo            | 1–2              | 1–1              | 2–3              |                  |
| 2020–21          | Clasificatoria 3   | Dundalk                  | 1–1              | –                | 1–1 (3:5 pen.)   |                  |
| 2021–22          | Preliminar Octavos | Sporting Braga           | 2–0              | 0–2              | 2–2 (2:3 pen.)   |                  |
| 2022–23          | Play-Off           | Legia Warszawa           | 0-0              | 1-1              | (v.) 1-1         |                  |
| 2022–23          | Grupo E            | Omonia Nicosia           | 3–0              | 1–0              | 3º lugar         |                  |
| 2022–23          | Grupo E            | Manchester United        | 0–2              | 0–3              | 3º lugar         |                  |
| 2022–23          | Grupo E            | Real Sociedad            | 0–2              | 0–3              | 3º lugar         |                  |
| 2023–24          | Clasificatoria 3   | BATE Borísov             | 5–1              | 2–2              | 7–3              |                  |
| 2023–24          | Play-Off           | Klaksvíkar Ítróttarfelag | 2–1              | 1–1              | 3–2              |                  |
| 2023–24          | Grupo G            | Roma                     | 1–2              | 3–0              | 4º lugar         |                  |
| 2023–24          | Grupo G            | Slavia Praga             | 2–3              | 6–0              | 4º lugar         |                  |
| 2023–24          | Grupo G            | Servette                 | 1–1              | 2–1              | 4º lugar         |                  |
| 2024–25          | Clasificatoria 1   | Zira                     | 0–1              | 2–1              | 2–2 (5:4 pen.)   |                  |
| 2024–25          | Clasificatoria 2   | Elfsborg                 | 0–1              | 0–2              | 0–3              |                  |

### Liga Europa Conferencia de la UEFA
| Conferecia UEFA | Conferecia UEFA    | Conferecia UEFA    | Conferecia UEFA | Conferecia UEFA | Conferecia UEFA | Conferecia UEFA |
| Temporada       | Ronda              | Rival              | Casa            | Visita          | Global          |                 |
| --------------- | ------------------ | ------------------ | --------------- | --------------- | --------------- | --------------- |
| 2022-23         | Preliminar Octavos | Partizán Belgrado  | 0–1             | 3–1             | 3–2             |                 |
| 2022-23         | Octavos de final   | Niza               | 0–1             | 1–3             | 1–4             |                 |
| 2024-25         | Clasificatoria 3   | Olimpija Ljubljana | 0-1             | 0-3             | 0-4             |                 |